# Río Madre de Dios
Pour les articles homonymes, voir région de Madre de Dios.
Le río Madre de Dios (Mère de Dieu), encore nommé Mayutata ou Amaru Mayu, est la plus importante rivière du sud du Pérou et la branche mère hydrologique du Madeira, lui-même principal affluent de l'Amazone.

## Géographie
Son bassin situé à moitié au Pérou dans la région de Madre de Dios, et à moitié en Bolivie, couvre une superficie de 125 000 km2. Il se trouve dans une zone très arrosée de l'Amazonie subandine ce qui explique son débit important, parfois exagéré, certaines sources indiquent 7 400 m3/s, voire plus de 8 000 m3/s, ce qui n'est pas compatible avec les jaugeages effectuées en aval sur le río Beni, et au Brésil sur le río Madeira.
Il naît au pied de la cordillère Orientale des Andes péruviennes, au nord-est de Cuzco, de la jonction du río Alto Madre de Dios (220 km) et du río Manú (340 km). Sa longueur totale est de 1 220 km, y compris le río Manú. Avec ce dernier, il parcourt une gouttière qui longe la cordillère des Andes pendant 700 km. Il reçoit sur sa droite le Rio de Las Piedras ou Tacuatimanú, et surtout, sur sa gauche, de courtes mais puissantes rivières qui descendent directement de la montagne: le Colorado, l'Inambari, et le Tambopata, qui convergent près du port fluvial de Puerto Maldonado (92 000 habitants). À partir de ce point, il prend le nom de Bas Madre de Dios, prend la direction nord-est, et entre peu après en Bolivie à Puerto Heath ou il reçoit le río Heath qui délimite la frontière. Il coule ensuite sur une distance de 483 km, reçoit sur sa droite le río Sena et se jette dans le río Beni à Riberalta.
Le Madre de Dios a une très bonne navigabilité de Puerto Maldonado jusqu'à son confluent avec le Beni. Le Beni se joint à son tour au Mamoré à Villabella pour former le río Madeira.

## Branche mère du Madeira
On devrait en réalité considérer que c'est le Beni qui se jette dans le Madre de Dios à Riberalta, et non l'inverse, car le Madre de Dios est un peu plus long, et surtout deux fois plus large et abondant que le Beni à leur confluence (Madre de Dios: 6 370 m3/s, Beni: 2 900 m3/s). Comme le Beni lui-même est légèrement plus abondant que le Mamoré à Villabella (Beni : 9 750 m3/s, Mamoré: 8 800 m3/s), on constate que le Madre de Dios-Manú constitue la Branche mère du système fluvial du río Madeira. Il arrive du reste que certaines cartes conservent le nom Madre de Dios jusqu'à la confluence du Mamoré.

## Affluents
(longueur, bassin versant, débit moyen)
- Río Alto Madre de Dios 220 km, 8 570 km2, 570 m3/s (branche mère ouest)
- Río Manú 340 km, 14 340 km2, 910 m3/s (branche mère nord)
- Río Colorado 135 km, 3 810 km2, 510 m3/s
- Río Inambari 400 km, 20 500 km2, 1 310 m3/s
- Río De Las Piedras (ou Tacuatimanú) 610 km, 20 000 km2, 680 m3/s
- Río Tambopata 360 km, 15 540 km2, 1 170 m3/s
- Río Heath 230 km, 5 640 km2, 130 m3/s (détermine la frontière entre le Pérou et la Bolivie sur 200 km)
- Río Sena 240 km, 9 130 km2, 190 m3/s (seul affluent totalement bolivien)

## Mine d'or de Huaypetue

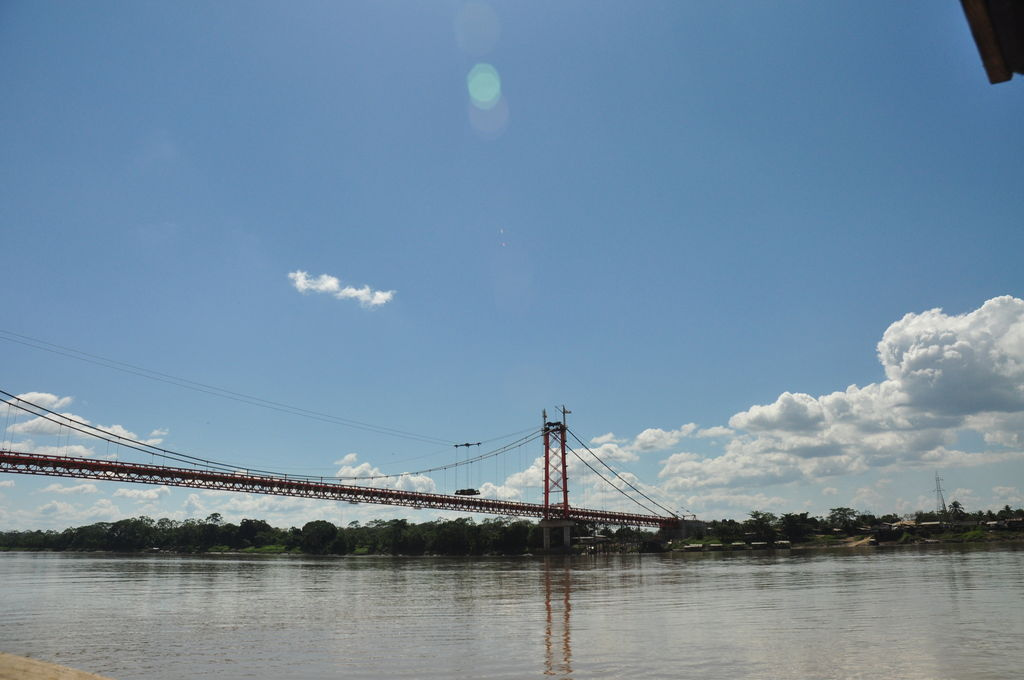
Grand pont sur le Madre de Dios à Puerto Maldonado. D'abord nommé "Puente President Guillermo Billinghurst", il se nomme à présent "Puente Continental". Sa construction a duré 30 ans.

Le bassin péruvien du Madre de Dios est considéré comme une importante zone aurifère, ce qui contribue au développement de la région, et en particulier de la ville-carrefour de Puerto Maldonado. Cette exploitation se développe vite, et surtout sur les bassins des trois grands tributaires voisins de rive droite : le Colorado, l'Inambari, le Tambopata et leurs affluents.
L'exploitation, souvent artisanale, prend des proportions préoccupantes par les nuisances générées, en particulier concernant la zone connue sous le nom de mine d'or du rio Huaypetue.
Cette vaste mine d'or couvre plus d'une centaine de kilomètres carrés de forêts dévastées sur les dernières pentes de la cordillère des Andes, entre le río Colorado et le río Inambari, à quelques kilomètres de ce dernier. La mine occupe en totalité les bassins des petites rivières Huaypetue (ou Huapetuhe) et Caychive, elle est parfaitement visible sur les vues aériennes (Google Earth] car sa couleur vive tranche avec le vert de la forêt alentour. Cette mine à ciel ouvert provoque une pollution des rivières voisines et dénature la teinte de leurs eaux, y compris celles du Madre de Dios sur plusieurs centaines de kilomètres. Elle provoque aussi une contamination insidieuse des rivières par le mercure utilisé pour séparer le métal précieux, ce qui présente un danger pour la faune aquatique et les riverains, y compris les mineurs, prospecteurs, et orpailleurs.
Cette mine alimente aussi divers trafics, et constitue une zone de non-droit eu égard aux conditions de travail des mineurs parfois très jeunes.